# Ohayo
Ohayō (お早よう, Bon dia) és una pel·lícula de comèdia japonesa de 1959 coescrita i dirigida per Yasujirō Ozu. És un remake llunyà de la seva pròpia pel·lícula muda de 1932 Otona no miru ehon - Umarete wa mita keredo, i és la segona pel·lícula en color d'Ozu.

## Trama
La pel·lícula té lloc als suburbis de Tòquio i comença amb un grup d'estudiants que se'n van a casa.
La pel·lícula es basa en una subtrama sobre les quotes mensuals del club de dones local. Tothom al club del barri creu que la senyora Hayashi, la tresorera, ha donat les quotes a la presidenta, la senyora Haraguchi, però la senyora Haraguchi ho nega. Xafardegen entre ells qui podria haver agafat els diners, i especulen que la senyora Haraguchi podria haver utilitzat els diners per comprar-se una nova rentadora. Més tard, la senyora Haraguchi s'enfronta a la senyora Hayashi per haver començat el rumor i arruïnar la seva reputació, però la senyora Hayashi afirma que efectivament "ha" lliurat els diners de les quotes a la mare de Haraguchi. Només més tard, la senyora Haraguchi s'adona que va ser el seu error (la seva mare és força senil i oblida les coses), i va a demanar perdó.
Tots els nois se senten atrets per la casa d'un veí perquè tenen un televisor, on poden veure els seus combats de sumo preferits. (En el moment de l'estrena de la pel·lícula al Japó, el mitjà estava guanyant popularitat ràpidament.) No obstant això, els seus pares conservadors els van prohibir visitar els seus veïns bohemis perquè es pensaven que la dona era una cantant de cabaret.
Com a conseqüència d'això, els nois de la família Hayashi, Minoru i Isamu, pressionen la seva mare perquè els compri un televisor, però la seva mare es nega. Quan el seu pare se n'assabenta, demana als nois que callin quan fan una rabieta. Minoru s'enfada i afirma que els adults sempre es dediquen a delicadeses inútils com "bon dia" i es neguen a dir exactament el que volen dir. De tornada a la seva habitació, la Minoru i l'Isamu decideixen fer una vaga silenciosa contra tots els adults. La primera veïna a suportar el pes d'aquest desaire és la senyora Haraguchi.
La senyora Haraguchi, enfadada per aquest desaire, especula que és la senyora Hayashi qui l'instiga per venjar-se del seu malentès anterior, i li diu això a la Sra. Tomizawa. Aviat, tothom pensa que la senyora Hayashi és una persona mesquina i venjativa, i tots fan cua per tornar-li els objectes prestats.
La Minoru i l'Isamu continuen la seva vaga a l'escola, i fins i tot contra el seu tutor d'anglès. Finalment, la seva mestra l'hi visita per trobar l'arrel del seu silenci. Els dos nois fugen de casa amb una olla d'arròs per menjar, però són atrapats per un policia que passa. Desapareixen durant hores al vespre, fins que el seu tutor d'anglès els troba fora d'una emissora mirant la televisió.
Al final de la pel·lícula, els nois descobreixen que els seus pares han comprat un televisor per donar suport a un veí en la seva nova feina com a venedor. Jubilosos, aturen la vaga de cop. La seva tutora d'anglès i la seva tia semblen estar començant un nou romanç.

## Repartiment
- Keiji Sada com a Heiichiro Fukui
- Yoshiko Kuga com a Setsuko Arita
- Chishū Ryū com a Keitaro Hayashi
- Kuniko Miyake com a Tamiko Hayashi
- Haruko Sugimura com a Kikue Haraguchi
- Shitara Koji com a Minoru Hayashi
- Masahiko Shimazu com Isamu Hayashi
- Kyoko Izumi com Midori Maruyama
- Taiji Tonoyama com a venedor porta a porta

## Estil
Malgrat la reputació d'Ozu a Occident com a director auster i refinat, "Ohayo" no defuig representar moltes dels acudits de flatulències dels nois del barri.

## Recepció
Ohayo té un 88% d'aprovació a Rotten Tomatoes. Richard Brody de The New Yorker va escriure sobre la pel·lícula "Les imatges equilibrades de Yasujiro Ozu transmeten un rebuig amargament irònic i mordaçment radical dels codis japonesos d'autocontrol i silenci." Jonathan Rosenbaum de Chicago Reader va elogiar la pel·lícula descrivint-la com "Potser la més encantadora de les comèdies tardanes de Yasujiro Ozu". L'any 2009 la pel·lícula es va classificar al número 36 a la llista de les "Més grans pel·lícules japoneses de tots els temps" de la revista de cinema japonesa kinema Junpo.

### Mitjans domèstics
El 2011, el BFI va llançar una edició de format dual de la Regió 2 (Blu-ray + DVD). Amb aquesta versió s'inclou una presentació de definició estàndard d'Otona no miru ehon - Umarete wa mita keredo.
El 2017, Criterion va tornar a llançar Ohayo en un Blu-ray de la Regió 1. La pel·lícula va rebre una restauració digital de 4k per a aquest llançament i s'empaqueta al costat d' Otona no miru ehon - Umarete wa mita keredo i un fragment de '"Un noi senzill".